# Konstanca de Béarn
Konstanca de Béarn (francuski: Constance) (1245./50. – 26. travnja 1310.) bila je francuska plemkinja – vikontesa Marsana, infanta Aragonije te grofica Bigorre. Imala je trojicu muževa.

## Biografija
Konstanca je rođena 1245./50.
Njezina je majka bila velika plemkinja Marta, vikontesa (ženski vikont) Marsana te kći grofice Petronille.
Otac joj je bio vikont Gaston VII. (1225. – 26 travnja 1290.).
Konstancina najpoznatija sestra je bila Margareta de Béarn. Njihova je sestra bila Guillemette. Uobičajeno se smatra da je Konstanca bila najstarije dijete.
23. ožujka 1260. Konstanca se u Calatayudu udala za aragonskog infanta Alfonsa, sina kralja Jakova Osvajača. Brak možda čak nije ni konzumiran jer je Alfons umro 26. ožujka iste godine.
1266. Konstanca je zaručena za infanta Manuela Kastiljskog, čija je prva supruga bila Konstanca Aragonska, Alfonsova polusestra. Međutim, do braka nije došlo.
5. svibnja 1269. Konstanca se udala za unuka engleskog kralja Ivana bez Zemlje, Henrika Almainskog. Nisu imali djece, a rastali su se sljedeće godine.
Konstancin treći muž je bio Aymon II. od Ženeve. Vjenčali su se 1279. Par je bio bez djece.
Konstanca je bila uključena u sukob oko nasljeđivanja Bigorre. Svoj je slučaj iznijela pred kralja Francuske Filipa IV. Lijepog, koji se pretvarao da će pomoći, ali je na kraju pripojio Bigorru kruni.